# Фізика в Україні
Фізика в Україні. До 18 століття слово «фізика» у його первинному значенні окреслювало все знання чи уявлення про природу. Ще у 19 столітті у Західній Європі слово фізика було синонімом загального терміну «природознавство» (англ. natural philosophy, нім. naturphilosophie). Сучасний поділ природознавства на біологію, хімію, фізику, астрономію тощо відбувся внаслідок поширення і поглиблення знання в усіх цих ділянках.

## Ранній період
В Україні за раннього періоду історії слід мати на увазі первинне значення слова фізика, тобто загальне природознавство. Про зацікавлення природознавством (і фізикою) в Україні за давніх часів відомостей дуже мало. Одним з перших джерел є «Ізборник» Святослава (1073), в якому є кілька відомостей з медицини і натурфілософії.

## Середньовіччя
За середньовіччя взагалі розвиток фізичних знань в Україні був зв'язаний з прикладною математикою, що її застосовувано у ремеслі й торгівлі.
Певною знаковою фігурою у точних науках дотичних до фізики цього періоду є Юрій Дрогобич — український філософ, астроном, астролог, перший відомий український доктор медицини.
Києво-Могилянська Академія, яка з'явилася у 1632 році, не поступалася рівнем філософської і натурфілософської науки тодішнім університетам Європи. Після Переяславського договору вона стала головним культурно-освітнім центром Російської Імперії і була ним аж до заснування Московського Університету в 1755 році.
Найвизначнішим викладачем фізики (натурфілософії) у Києво-Могилянській Академії слід вважати Теофана Прокоповича. Від 30-их років 18 століття природознавство (фізику) на вищому рівні викладали в заснованому в 1727 році Харківському Колегіумі; по об єднанні його з Харківським Головним Народним Училищем (1793) фізика викладалася вже як окремий предмет.

## Фізика в XIX—XX століттях

### У Харкові
Одним з перших фізиків Харківського Університету був Тимофій Осиповський, який досліджував природу світла та цікавився проблемами часу і простору. Першим українцем, який зробив внесок у фізику у всесвітньому масштабі, був народжений на Полтавщині учень Тимофія Осиповського — Михайло Остроградський. Доведена ним теорема про перетворення кратних інтегралів (теорема  Остроградського-Гауса) лягла в основу сучасної теоретичної механіки й електродинаміки. Він також зробив значний внесок в інші ділянки фізики: розв'язав задачу поширення хвиль на поверхні рідини, розвинув теорію поширення тепла у рідинах, і значно спричинився до застосування варіаційних принципів для розв'язання задач з механіки консервативних систем.
Микола Пильчиков, професор того ж університету, спостерігав в 1882 році за поляризацію світла, розсіяного атмосферою; тоді ж він експериментально спростував тогочасне уявлення про те, що небо є блакитним через флюоресценцію повітря; він теж проробив перші в Україні дослідження радіоактивності (1900 в Одесі).
У 1911—1921 роках у Харківському Університеті почала швидким темпом розвиватися радіофізика (Дмитро Рожанський). У цю галузь вчені України вносять безперебійно вагомий внесок і тепер.
У відкритому 1928 в Харкові Українському Фізико-Технологічному Інституті (ФТІ, сучасна назва: Ордена Леніна Фізико-Технологічний Інститут АН УРСР) розвинулися широкі дослідження з теоретичної та ядерної фізики, фізики низьких температур, фізики твердого тіла та радіофізики. Харківський ФТІ швидко став одним з головних фізичних центрів України, навіть всього СРСР; у ньому працювали:
- Лев Ландау (Нобелівська премія 1962, головним чином за його теорію плинного гелію);
- Євген Ліфшиць (співавтор з Левом Ландау багатотомового посібника «Курс теоретической Физики», який є одним з найкращих у світовій фіз. літературі);
- Ілля Ліфшиць Автор фундаментальних праць з теорії твердого тіла, зокрема із загальної теорії конденсованого стану речовини;
- Олександр Ахіезер і О. Ситенко розвинули теорію електромагнітних флуктуацій у плазмі;
- І. Померанчук вивів теорему про сильну ядерну взаємодію при гранично високих енергіях, відому в світовій фіз. літературі як «теорема Померанчука»;
- Олександр Лейпунський (1934 у відрядженні до Англії в лабораторії Е. Резерфорда вперше експериментально підтвердив гіпотезу нейтрино, зробив значний внесок у розвиток ядерної фізики в Україні).

Дослідницька праця Харківського ФТІ високо оцінюється в світі, особливо у галузі фізики плазми, магнітної гідродинаміки та удосконалення магнітних пасток для закріплення плазми у керованому термоядерному синтезі.

### У Києві
Чималу дослідну працю розвинув у 1865—1891 роках засновник першої фізичної школи в Україні, професор Київського Університету Михайло Авенаріус. Він виявив і кількісно оформив залежність електрорушійної сили термоелементів від температури (закон Авенаріуса), як також започаткував систематичні дослідження критичних параметрів низки рідин та виявив залежність між критичною температурою, об'ємом і дійсною температурою рідини. Авенаріюс був одним з засновників Київського Фізико-Математичного Товариства (1889), яке відгорало значну роль у розвитку і популяризації фізики в Україні.
В 1884 році створено у Київському Університеті першу в Україні кафедру теоретичної фізики, яку очолив Микола Шіллер. Він зробив значний внесок у термодинаміку, описав пружність насиченої пари (закон Томпсона—Шіллера) та довів, що у диференційне рівняння другого закону термодинаміки входить інтеґруючий дільник, який мусить бути універсальною функцією температури.
Одним з перших центрів фізичних досліджень в Україні була організована в 1923 році О. Ґольдманом у Київському Політехнічному Інституті науково-дослідницька кафедра фізики, яка розпочала перші в Україні дослідження напівпровідників. 1927 Ґольдман заснував перший в Україні фізичний журнал «Фізичні записки», який у значній мірі допоміг розвиткові української фізичної термінології. 1929 Київську науково-дослідницьку кафедру перетворено на Науково-Дослідницький Інститут Фізики, який згодом перейменовано на Інститут Фізики АН УРСР.
В Інституті механіки (заснованому 1919) досліджують теорію пружності, теорію стійкості, хвильову динаміку деформованих тіл, нелінійну теорію просторових коливань. Інститут Гідромеханіки (заснований 1926) дає вагомий вклад у аеродинаміку і гідродинаміку турбулентних і кавітаційних течій, у динаміку в'язких рідин. Головну роль у розвитку фізичних досліджень відіграв і відіграє Інститут Фізики, заснований у Києві 1929. На 1982 він веде працю у тринадцятьох відділах: фізики кристалів, фотоактивності, нелінійної оптики, фізичної електроніки, оптичної квантової електроніки, резонансних та адсорбційних явищ, газової електроніки, електроніки твердого тіла, теоретичної фізики, математичних проблем фізики, приймачів випромінювання, фізики радіаційних процесів.
На світову арену вийшли з Києва імена таких фізиків, як:
- М. Крилов, який у 1930-х pp. разом з своїм учнем і співр. М. Боголюбовим заклав основи сучасної нелінійної механіки, що застосовується у багатьох галузях Ф. і техніки. Боголюбов всесвітньо відомий і за свій фундаментальний вклад у статистичну Ф., квантову теорію поля та теорію елементарних частинок.
- С. Пекар відомий як творець теорії поляронів, що стала самостійною ділянкою Ф. твердого тіла.
- О. Давидов з своїми співробітниками розвинув теорію екситонів та пояснив прикмети несферичних ядер. Його посібник «Квантовая механика» широко вживався в СРСР і в перекладах за кордоном. Важливі результати з оптичних властивостей твердих тіл здобув А. Лубченко.

### У Сімферополі
З ініціативи групи професорів Київського Університету 1918 відкрито у Сімферополі Таврійський (згодом Кримський) Університет. За недовгий час його існування (до 1929) його фізико-математичний факультет розвинув жваву діяльність. Тут працював Яків Френкель, який написав ряд ґрунтовних підручників теоретичної фізики. Інші визначні фізики в Кримському Університеті: Микола Крилов, Абрам Йоффе та Ігор Тамм (Нобелівська премія 1958). Цей університет в 1923 закінчили Ігор Курчатов (пізніше в Москві), основоположник розвитку ядерної енергії в СРСР, і Кирило Синельников, визначний український конструктор прискорювачів заряджених частин і плідний дослідник ядерної фізики та фізики плазми у Харківському Фізико-Технічному Інституті. Поряд з працею фізичних кафедр університетів та технічних вищих шкіл, широка науково-дослідна діяльність розвинулася у фізико-дослідницьких інститутах. Від 1925 до 1932 в Сімферополі існував Кримський Науково-Дослідницький Інститут, в якому під керівництвом І. Тихоновського велися атмосферично-оптичні дослідження.

### В Одесі
1926 відкрито в Одесі Науково-Дослідний Інститут Фізики (1933 цей інститут увійшов до складу Одеського Університету), в якому група фізиків під керівництвом Єлпідифора Кирилова здобула важливі результати у дослідженнях фотоефекту у напівпровідниках, люмінесценції фарб і кристалів та фотохімічних і фотоелектричних процесів у фотографічному зображенні.

### У Полтаві
1926 засновано Полтавську ґравіметричну обсерваторію, в якій досліджується обертальний і ґравітаційний рух землі. Значних успіхів домоглася Полтавська обсерваторія у вивченні земних припливів і їхньої залежності від розривних порушень земної кори.

### У Дніпрі
У металургії значних успіхів домігся заснований 1932 у Дніпропетровську Фізико-Технологічний Інститут, який став вогнищем прикладних дослідів, що були потрібні для розбудови металургії в Україні та у всьому СРСР. Крім значних досягнень у металографії і теплофізиці, Дніпропетровський ФТІ набув визнання за розвиток фізики і хімії повільного та вибухового горіння.

## Розвиток фізики в Україні після Другої Світової Війни
Після другої світової війни наявні науково-дослідні інститути розбудовано, створено ряд філіалів та засновано низку нових, спеціалізованих інститутів. Відділ Фізики АН УРСР нараховує десять установ:
- Інститут фізики;
- Інститут теоретичної фізики;
- Інститут металофізики;
- Інститут ядерних досліджень;
- Інститут фізики напівпровідників;
- Інститут радіофізики й електроніки;
- Фізико-технічний інститут;
- Фізико-технічний інститут низьких температур;
- Донецький фізико-технічний інститут;
- Головна астрономічна обсерваторія.

Серед інститутів і філіалів, створених після другої світової війни, які розгорнули значні фізичні дослідження, можна назвати такі:
- Головна астрономічна обсерваторія (1944, Київ, фізика сонця, фізика особливості атмосфер планет, астрофізика, астрономія).
- Інститут електродинаміки (заснований 1947 у Києві, до 1963 Інститут електротехніки) досліджує електровимірювальні прилади, джерела електроживлення, перетворювачі частоти напруги і струму;
- Фізико-механічний інститут (1951, Львів, до 1964 Інститут машинознавства та автоматики; ділянки досліджень: взаємодія поверхнево-активних середовищ, магнітометрія, гідроакустика);
- Інститут радіофізики й електроніки (заснований 1956, Харків; ділянки: розсіяння і поглинання радіохвиль, високочастотні властивості напівпровідників);
- Інститут металофізики (1955, Київ, електронна структура металів та стопів, фізика міцності);
- Інститут геофізики (1955, Київ, пружні властивості земної кори, сейсмічні хвилі, динаміка сейсморозвідки);
- Інститут фізики напівпровідників (1960, Київ, взаємодія сильних потоків електромагнітних випромінювань з напівпровідниками, лазери, поверхневі ефекти);
- Фізико-технічний інститут низьких температур (1960, Харків, квантові рідини 3He, 4He, квазічастинкові збудження макромолекул);
- Морський гідрофізичний інститут (1963, Київ, теплофізика, кріофізика, нові джерела енергії);
- Донецький фізико-технічний інститут (1965, Донецьк, фізика високих тисків, магнітні матеріали);
- Інститут теоретичної фізики (1966, Київ, квантова теорія поля, астрофізика, квантова біофізика, теорія ядра, теорія твердого тіла);
- Інститут геохімії та фізики мінералів (1969, Київ, з 2001 року відділився Інститут геохімії навколишнього середовища; фізико-хімія геологічних процесів, фізика мінералів);
- Інститут ядерних досліджень (1970, Київ, квантові характеристики ядерних рівнів, механізми ядерних реакцій, взаємодія важких ядер, фізики ядерних реакторів);
- Львівський відділ Інституту теоретичної фізики (статистична теорія конденсованих станів);
- Ужгородський відділ Інституту теоретичної фізики (теорія адронів).

Інститути устатковано відповідними дослідними спорудами і приладдям, які допомогли здобути значних досягнень і міжнародного визнання. Тут можна назвати комплекс прискорювачів, токамаків і стелараторів у Харкові; півтора кілометровий радіотелескоп, також у Харкові; дослідний реактор, ізохронний циклотрон та головну астрономічну обсерваторію у Києві. Всесвітньою славою користується Кримська астрофізична обсерваторія.

## Фізики України
Фізики України вносили і вносять вагомий вклад, як у теоретичну, так і в експериментальну фізику на світовому рівні. Сотні фізиків України цитовано у іноземній науковій літературі. Між інших знаходимо там, крім вищеназваних, такі імена:
- Віктор Бар'яхтар (магнето-акустика),
- В. Гуменюк (біофізика),
- Едвальд Завадський (фізика твердого тіла),
- Ігор Кулик (фізика низьких температур),
- Володимир Немошкаленко (фізика твердого тіла),
- Владислав Ольховський (ядерна фізика),
- Сергій Пелетминський (фізика твердого тіла),
- Володимир Семиноженко (фізика твердого тіла),
- Василь Струтинський (теорія ядра),
- І. Фіщук (фізика твердого тіла),
- Яків Файнберґ (фізика плазми),
- А. Хоткевич (фізика низьких температур),
- Володимир Хоткевич (фізика низьких температур),
- Ігор Юхновський (фізика конденсованих станів).

Значних успіхів і міжнародного визнання досягли науковці-фізики українського походження, які працювали або працюють поза межами України. Серед них відомі:
- Іван Пулюй, винахідник низки електричних і електротехнічних приладів, дослідник електричних розрядів у газах при допомозі так званої «трубки Пулюя»,
- Степан Тимошенко, всесвітньо відомий своїми науковими працями з теорії міцності, стійкості й коливань пружних тіл,
- Георгій Кістяковський, який зробив значний внесок у фізико-хімію вибухових процесів.
- Стасів Остап, кристалофізик
- Нік Голоняк, «батько світлодіодів»
- Смакула Олександр Теодорович, винахідник антирефлексійного покриття лінз.
- Раєвський Борис, директор біофізичного Інституту Макса Планка у Франкфурті-на-Майні

Чимало українських фізиків працювали в СРСР, поза межами України, і їх звичайно зараховують до росіян.